# Aljucén (Guadiana)
Der Río Aljucén ist ein ca. 40 km langer rechter (nördlicher) Nebenfluss des Río Guadiana, der durch die Provinz Badajoz in der Autonomen Gemeinschaft Extremadura im Süden Spaniens fließt.

## Verlauf
Die Quelle des Río Aljucén befindet sich auf der Südseite der Sierra de Montánchez ca. 1 km westlich der Ortschaft Montánchez. Er fließt insgesamt gesehen in  südwestlicher Richtung, durchquert den Norden des Naturparks Cornalvo und mündet schließlich ca. 6 km westlich von Mérida in den aufgestauten Río Guadiana.

## Nebenflüsse
Zahlreiche Bäche (arroyos) münden in den Río Aljucén; trotzdem fällt der Fluss in den regenarmen Sommermonaten nahezu trocken.

## Natur
Der Río Aljucén fließt durch dünn besiedelte und weitgehend ungenutzte Landschaften; er ist nicht gestaut und ist somit einer der wenigen natürlich gebliebenen Flüsse Spaniens.

## Geschichte
Bei der Ortschaft Aljucén quert der Fluss die in der Antike und im Mittelalter genutzte Via de la Plata. Bereits die Römer bauten hier eine (weitgehend zerstörte) Brücke.